# Jeanne-Louise Branda
Jeanne-Lydia Branda, connue en religion sous le nom de sœur Marie Thomas d'Aquin, née le 13 aout 1877 à Saint-Romain-la-Virvée et morte le 17 mars 1963 à Ottawa, est une religieuse, poétesse et journaliste.
Elle est la fondatrice de la congrégation des Sœurs de l'Institut Jeanne-d'Arc d'Ottawa. Également poétesse, elle publie plusieurs recueils sous les pseudonymes de Marie Sylvia et Jeanne-Louise Branda.

## Biographie

### Jeunesse
Née le 13 aout 1877 à Saint-Romain-la-Virvée, près de Bordeaux, Jeanne-Lydia Branda fréquente dans son enfance le pensionnat Sainte-Marie sur la commune de Saint-André-de-Cubzac et y obtient son brevet supérieur en 1895,.

### Vie religieuse
Entrée chez les Sœurs de Saint-Dominique de Nancy en 1899, Jeanne-Lydia Branda part pour Lewiston, dans le Maine (États-Unis), en 1904. Elle prononce ses vœux deux ans plus tard, en 1906, et prend le nom de Marie Thomas d'Aquin.
Arrivée à Ottawa en 1914, elle prend là la direction de l'Institut Jeanne-d'Arc. En plus d'en faire une véritable congrégation en 1919 — congrégation dont elle est la supérieure jusqu'en 1949 —, Marie Thomas d'Aquin crée à côté la revue Jeanne d'Arc, qu'elle dirige jusqu'en 1957,.
La congrégation grossissant, Marie Thomas d'Aquin est également à l'origine des plans d'architecture d'une des maisons de son institut, construite en 1933 et 1934.

### Carrière littéraire
En parallèle de sa vie religieuse, Jeanne-Lydia Branda publie plusieurs recueils de poésie sous les pseudonymes de Marie-Sylvia et Jeanne-Louise Branda, ce qui en fait l'une des premières personnalités ontariennes à publier en français. Elle est membre de la Société des auteurs canadiens ainsi que de la Société des poètes canadiens-français. Elle collabore enfin à plusieurs journaux dont Le Devoir et The Citizen, sans oublier sa revue Jeanne d'Arc.
Morte le 17 mars 1963 à Ottawa, Jeanne-Lydia Branda est enterrée au cimetière Notre-Dame d'Ottawa.

## Reconnaissance
Récipiendaire en 1932 d'un prix et d'une médaille de l'Académie française, Jeanne-Lydia Branda est également décorée de la Légion d'honneur en 1956.
En 2006, le nom de Marie Thomas d'Aquin figure parmi ceux des 100 « personnalités identifiées comme modèles pour la population francophone de l'Ontario ».
En 2019, à l'occasion du centenaire de la congrégation des Sœurs de l'Institut Jeanne-d'Arc, une plaque rendant hommage à mère Marie Thomas d'Aquin est dévoilée.

## Œuvres
- Vers le bien, Ottawa, Ateliers typographiques de l'Imprimerie canadienne, 1916
- Vers le beau, 1924
- Marie Sylvia, Vers le vrai, Montréal et New York, Les Éditions du Mercure, Louis Carrier & cie, 1928, 74 p.
- Reflets d'opales, 1945

## Archives
Les archives de Marie Thomas d'Aquin sont conservées au Centre de recherche sur les francophonies canadiennes.